# Ri (unitate de măsură)
Ri (里?) este o unitate de măsură japoneză, care în sistemul metric echivalează cu 3,927 km. 
Nu trebuie confundată cu unitatea de măsură chinezească li care are o lungime de 500 m.
În sistemul actual de unități de măsură japoneze, un ri are 1.800 shaku sau 360 bu sau 36 chō.